# Lago Buluan
Lago Buluan es un lago ubicado en la isla de Mindanao, al sur de Filipinas. Con una superficie aproximada de 61,34 kilómetros cuadrados, es el tercer lago más grande de Mindanao, después del lago lanao y el lago Mainit. Tiene una elevación media de 4,5 metros.
El lago está situado entre las provincias de Maguindanao y Sultan Kudarat. El lago está bajo la jurisdicción política de los municipios de Buluan en la provincia de Maguindanao y los de Presidente Quirino y Lutayán en la provincia de Sultán Kudarat.
El lago en realidad se compone de las cuencas adyacentes pantanosas de los ríos Pulangi, Maanoy, Buluan, Alah, que son todos afluentes del río Grande de Mindanao.